# Saved by the Belle
Saved by the Belle (br.: Piadas e Espiadas) é um filme de Curta-metragem estadunidense de 1939, dirigido por Charley Chase. É o 40º filme de um total de 190 da série com os Três Patetas produzida pela Columbia Pictures entre 1934 e 1959.

## Enredo
Os Patetas são vendedores ambulantes encalhados em Valeska, um país fictício sul-americano propenso a terremotos. Não há chance de vender casacos de pele aos nativos que são presos quando recebem um telegrama instruindo-os a "Livrem se do guarda-roupa presente" e um funcionário acredita que estão planejando assassinar o presidente Ward Robey. Com a ajuda de Rita, um revolucionário belo, os meninos na prisão, são enviados em missão para entregar planos importantes ao líder revolucionário.Quando eles entregam um calendário por engano, eles estão novamente rumo a um pelotão de fuzilamento, Mas são poupados quando Rita chega com os planos reais, no entanto, os Patetas são enganados, Quando eles são a comissão pelo exército revolucionário, apenas para encarar um pelotão de fuzilamento, em que o terremoto faz com que os Patetas escapem em um caminhão, cheio de explosivos. Quando Curly ilumina um cigarro, Moe diz-lhe para jogá-lo fora, no entanto, Curly o joga na parte de trás do caminhão, cheio de explosivos, fazendo com que o caminhão explodisse, colocando os Patetas em um cavalo, oque os joga fora.

## Produção
Saved by the Belle foi filmado de 12 a 15 de dezembro de 1938. O título do filme é uma paródia da expressão do boxe "salvo pelo congo".  Foi o último curta dos Três Patetas dirigido pelo veterano comediante Charley Chase, que morreu de um ataque cardíaco em 20 de junho de 1940.
Quando os Patetas se apresentam aos rebeldes após sua chegada, Moe é ouvido dizendo: "Olá, doh!" Esta linha é da rotina do "Marajá" dos Patetas, que seria reutilizada nos futuros filmes Time Out for Rhythm, Three Little Pirates e The Three Stooges Go Around the World in a Daze.
Quando os Patetas estão na frente do pelotão de fuzilamento, acreditando que eles iam tirar a foto deles, Curly faz uma pose e diz a Moe "Eu vou enviar uma casa para Elaine". Esta é uma referência a sua então esposa Elaine Ackerman, com quem ele foi casado de 1937 a 1940.
No final do curta, quando pousa no cavalo, Curly brevemente sai do personagem e quase ri, mas aguenta o riso.